# Pina Bausch
Philippine „Pina” Bausch (ur. 27 lipca 1940 w Solingen, zm. 30 czerwca 2009 w Wuppertalu) – niemiecka tancerka oraz choreografka tańca współczesnego o wielkim wpływie na rozwój teatru tańca jako gatunku.

## Życiorys
Była dyrektorem artystycznym i choreografem Tanztheater Wuppertal Pina Bausch w Wuppertalu w Niemczech. Teatr ten ma bogaty repertuar własnych spektakli i odbywa regularne tournée po świecie.
Pina Bausch zaczęła tańczyć już jako dziecko. W 1955 r. rozpoczęła naukę w Folkwangschule w Essen pod kierunkiem najbardziej znaczącego choreografa niemieckiego Kurta Joossa, nazywanego ojcem niemieckiego tańca ekspresjonistycznego. Dzięki ukończeniu z odznaczeniem szkoły uzyskała w 1959 r. stypendium na kontynuację nauki w Juilliard School w Nowym Jorku, gdzie jej nauczycielami byli Anthony Tudor, José Limón i Paul Taylor. W Nowym Jorku występowała z Paul Sanasardo and Donya Feuer Dance Company, New American Ballet i została członkiem zespołu Metropolitan Opera Ballet Company.
W 1962 r. Bausch dołączyła do nowego zespołu Kurta Joossa, Folkwang Ballett Company, jako solistka i asystentka Joossa w wielu spektaklach, zanim stworzyła swój pierwszy taniec w 1968 r. W 1969 r. została następczynią Joossa jako dyrektor artystyczna. W 1972 r. Bausch rozpoczęła pracę jako dyrektor artystyczna ówczesnego Wuppertal Opera Ballet, nazwanego później „Tanztheater Wuppertal Pina Bausch”.
Jej przedstawienia znane są z połączenia nastroju radości i smutku. Motywem przewodnim jej spektakli są relacje między kobietą a mężczyzną, co stało się inspiracją filmu Porozmawiaj z nią w reżyserii Pedro Almodóvara. Przedstawienia składają się z krótkich etiud dialogu i akcji, często natury surrealistycznej. Ważnym elementem struktury spektaklu są powtórzenia. W dużych multimedialnych produkcjach Pina Bausch często stosowała rozbudowaną scenografię i muzykę eklektyczną. W spektaklu Masurca Fogo połowę sceny zajmuje gigantyczne kamienne wzgórze, a podkład dźwiękowy jest bardzo różnorodny – od muzyki portugalskiej po k.d. lang.
Związała się z Rolfem Borzikiem (1944–1980), scenografem holenderskiego pochodzenia, urodzonym w Poznaniu. Borzik miał znaczący wpływ na ukształtowanie stylu teatru tańca od samego początku i znacząco wspierał Pinę we wczesnych latach, zanim na krótko przed jego śmiercią teatr uzyskał międzynarodowe uznanie. Następnie związała się z chilijskim poetą Ronaldem Kayem, z którym miała syna Rolfa-Salomona (ur. 1981).
W 2007 r. Pina Bausch została nagrodzona Nagrodą Kioto w dziedzinie sztuki i filozofii, a w 2008 otrzymała Nagrodę Goethego.
W 1983 r. zagrała dużą rolę aktorską w filmie Federico Felliniego A statek płynie (jako księżniczka). We wrześniu 2009 miała rozpocząć zdjęcia do pierwszego trójwymiarowego filmu, który przygotowywał wraz z nią znany reżyser Wim Wenders; film zatytułowany Pina został dokończony bez jej udziału.
Zmarła w wieku 69 lat, w szpitalu 5 dni po zdiagnozowaniu u niej raka.

## Wybrane spektakle
- Café Müller (1978)
- Święto wiosny (1975)
- Vollmond (ang. Full moon), (2006)
- Palermo, Palermo
- Masurca Fogo
- Nelken (ang. Carnations)
- Der Fensterputzer (ang. The Window Washer)
- Kontakthof
- Viktor
- Iphigenie auf Tauris (1973)
- 1980 – a piece by Pina Bausch
- Sweet mambo (2008)

## Galeria

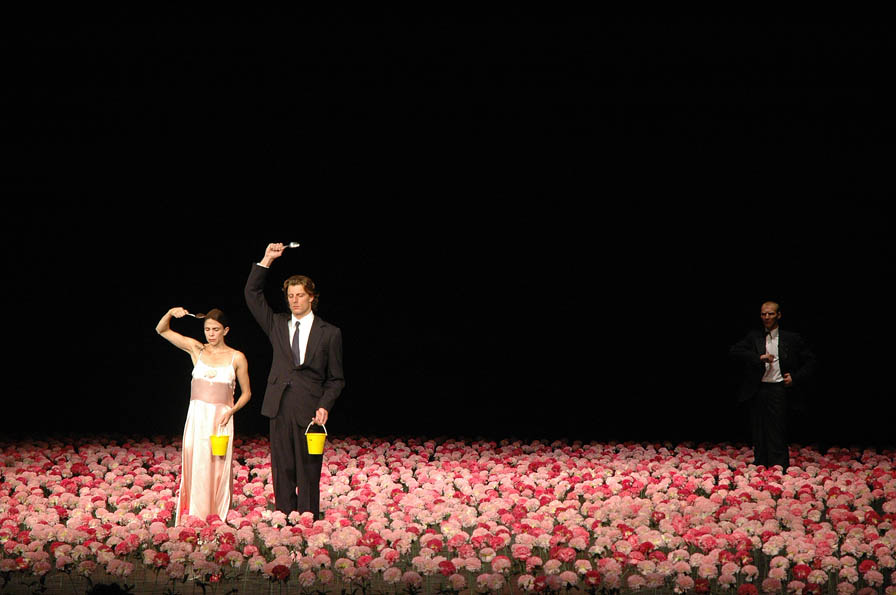
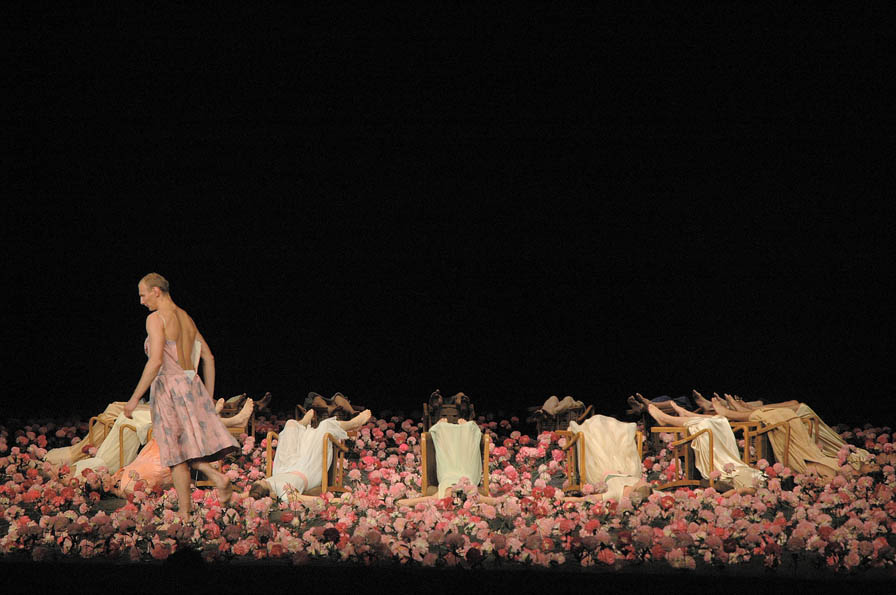
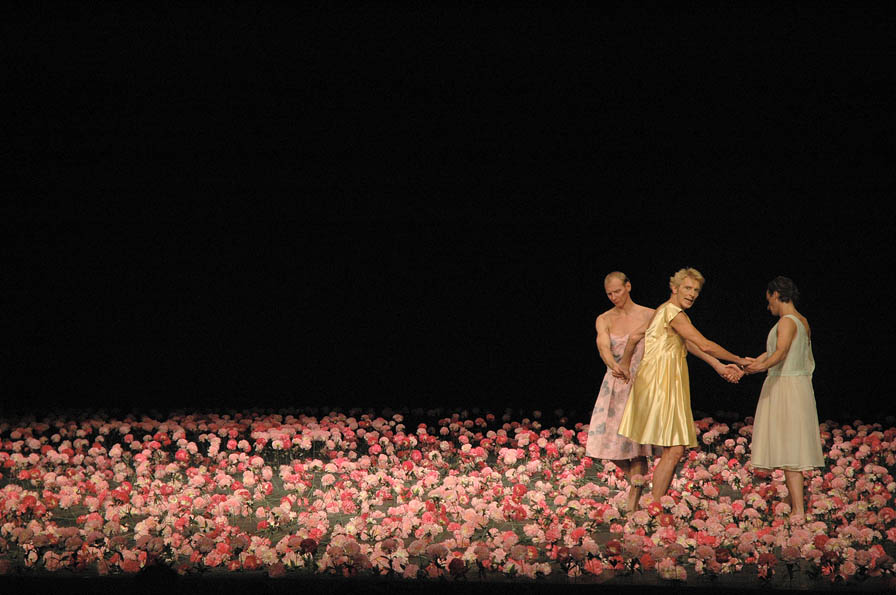

Pina Bausch – Nelken, 2005.